# OpenBiblio
OpenBiblio és un sistema integrat de gestió de biblioteques via web i és programari lliure. Conté els mòduls bàsics d'administració, catalogació, préstec i generació d'informes. El sistema ofereix permanentment ajuda contextualitzada per a cada mòdul, a més d'una ajuda general disponible al peu de la pàgina. Va ser creat el 2002 per Dave Stevens, utilitzant el llenguatge de programació PHP. El sistema ha estat traduït tant al català com al castellà. Un dels principal projectes a l'estat espanyol s'anomena EspaBiblio.

## Característiques
- Alertes d'usuaris a través de missatges predissenyats.
- Els models estadístics per l'ús de la biblioteca i el material.
- Control de multes per retard.

## Mòduls
- Préstec (Circulation). Administració de dades dels usuaris, préstecs, devolucions, reserves i multes.
- Catalogació (Cataloguing). Control dels registres bibliogràfics i les seves còpies.
- Administració (Cataloguing). La configuració i gestió del sistema.
- Informes (Reports). Recuperar informació de la base de dades, per exemple: les etiquetes dels mitjans de comunicació, etiquetes dels usuaris, etc.